# Staurothele
Staurothele Norman (wnętrznica) – rodzaj grzybów z rodziny brodawnicowatych (Verrucariaceae). Ze względu na współżycie z glonami zaliczany jest do grupy porostów.

## Systematyka i nazewnictwo
Pozycja w klasyfikacji według Index Fungorum: Verrucariaceae, Verrucariales, Chaetothyriomycetidae, Eurotiomycetes, Pezizomycotina, Ascomycota, Fungi.
Synonimy nazwy naukowej: Goidanichia Tomas. & Cif., Arch. Bot. (Forlì) 28: 9 (1952)Goidanichiomyces Cif. & Tomas., Paraphysorma A. Massal., Phalostauris Clem., Polyblastiomyces E.A. Thomas, Sphaeromphale A. Massal., Stigmatomma Körb., Willeya Müll. Arg..
Nazwa polska według W. Fałtynowicza.

## Gatunki występujące w Polsce
- Staurothele caesia (Arnold) Arnold 1885 – wnętrznica siwa
- Staurothele clopimoides (Bagl. & Carestia) J. Steiner 1907[4] – wnętrznica zwodnicza
- Staurothele fissa (Taylor) Zwackh 1862 – wnętrznica popękana, w. Hazlinszkego
- Staurothele frustulenta Vain. 1921 – wnętrznica podzielona
- Staurothele fuscocuprea (Nyl.) Zschacke[4] – wnętrznica miedzianobrunatna, w. buławkowata
- Staurothele guestphalica (J. Lahm ex Körb.) Arnold 1885 – wnętrznica westfalska
- Staurothele hymenogonia (Nyl.) Th. Fr. 1865 – wnętrznica biaława
- Staurothele rufa (A. Massal.) Zschacke 1913 – wnętrznica ruda
- Staurothele rupifraga (A. Massal.) Arnold 1880 – wnętrznica zatopiona
- Staurothele succedens (Rehm) Arnold 1880 – wnętrznica wyniesiona

Nazwy naukowe na podstawie Index Fungorum. Nazwy polskie według W. Fałtynowicza.